# Sovvenzione incrociata
La sovvenzione incrociata, in economia aziendale, è la locuzione con cui si indica una erronea ripartizione dei costi indiretti. Questo si verifica ad esempio nel caso di ripartizione di costi indiretti o per meglio dire di costi di complessità di un prodotto che imputa i suddetti costi, erroneamente, su base volumetrica. Ciò spesso farà apparire profittevoli prodotti che in realtà non lo sono, mentre altri che invece si dovrebbero presentare come redditizi appariranno antieconomici.

## Esempio di sovvenzione incrociata
Un semplice esempio può chiarire molto la situazione: siamo in presenza di costi di ingegnerizzazione ed abbiamo due prodotti, A e B. Il prodotto A data la sua ormai datata introduzione è giunto ad un grado di complessità molto basso, non per natura, ma in quanto avendo sviluppato una certe esperienza, non si ha più bisogno di continue modifiche progettuali e la maggior parte dei difetti sono scomparsi nel tempo. Di contro il prodotto B necessita, vista la sua recente introduzione nel processo produttivo, di correzioni e modifiche frequenti; quindi i suoi "costi di complessità" o di riprogettazione sono abbastanza alti. Ammettiamo che per il prodotto A vengono sostenuti costi indiretti (modifiche progettuali) 20.000 euro, mentre per il prodotto B 100.000 euro. Da un primo superficiale sguardo si evince che il prodotto B sarà gravoso e antieconomico per l'azienda vista la mole di costi e di modifiche che necessita. Inoltre sappiamo che produciamo 1.000 pezzi di A e 500 di B. Come base di riparto (dei costi indiretti) andiamo ad utilizzare le ore macchina, per A saranno 150, mentre per B 50. Calcoliamo il coefficiente di riparto sommando il totale dei costi indiretti 120000 euro e li divido per il totale delle ore macchina, 200. Otterrò un valore di 600 (coefficiente di riparto). Ora per imputare i costi indiretti, moltiplico il suddetto coefficiente per le ore macchina delle singole produzioni; quindi Costi indiretti di A=600x150=90.000, mentre per B=600x50=30.000. Come si può notare sul prodotto A, ad alta base volumetrica e bassa complessità graverà la maggior parte dei costi indiretti che in realtà si sostengono in maniera maggiore per la produzione B. Facciamo un calcolo del costo di engineering di ogni singolo prodotto con una semplice divisione, otterrò che A mi costerà 90euro, mentre B 60euro. Come si può notare il prodotto B risulterà più profittevole di quanto in realtà non lo sia. Uno strumento utile per evitare questo errore di valutazione è fornito dall'Activity Based Costing. Purtroppo la prassi più consolidata non sempre utilizza l'ABC come strumento di valutazione, anzi il metodo sopra esplicato resta ancora molto utilizzato.
| Controllo di autorità | GND (DE) 4501319-6 |